# Кашаева, Регина Фаритовна
Реги́на Фари́товна Каша́ева (род. 5 ноября 1979, Уфа), в девичестве Рахимку́лова — российская легкоатлетка, специалистка по бегу на длинные дистанции и кроссу. Выступала как элитная спортсменка в 2003—2011 годах, чемпионка России на дистанциях 3000 и 5000 метров, а также в беге по пересечённой местности. Участница чемпионата Европы в Гётеборге, чемпионата Европы в помещении в Бирмингеме, Кубка Европы в Анси. Представляла Башкортостан. Мастер спорта России международного класса.

## Биография
Регина Рахимкулова родилась 5 ноября 1979 года в Уфе Башкирской АССР. Имеет сестру-близнеца Надежду, которая тоже добилась определённых успехов в беге.
Занималась лёгкой атлетикой под руководством тренера Геннадия Ивановича Алексеева.
В 2003 году на чемпионате России в Туле заняла седьмое место в беге на 5000 метров. Год спустя на аналогичных соревнованиях стала в той же дисциплине одиннадцатой, а также финишировала девятой на чемпионате России по кроссу в Оренбурге.
В 2005 году на зимнем чемпионате России в Волгограде была четвёртой на дистанции 3000 метров.
На чемпионате России 2006 года в Туле одержала победу в беге на 5000 метров. Попав в основной состав российской национальной сборной, выступила на чемпионате Европы в Гётеборге, где с результатом 15:22,50 закрыла десятку сильнейших. Помимо этого, стала чемпионкой России по кроссу на дистанции 2 км.
На зимнем чемпионате России 2007 года в Волгограде была лучшей в беге на 3000 метров, тогда как на чемпионате Европы в помещении в Бирмингеме в той же дисциплине стала двенадцатой.
В 2008 году выиграла весенний чемпионат России по кроссу в Жуковском, выступила на Кубке Европы в Анси, где стала третьей в беге на 5000 метров и первой в командном зачёте.
В 2009 году на чемпионате России по эстафетному бегу в Сочи в составе команды Башкортостана выиграла серебряную медаль в эстафете 4 × 1500 метров — здесь выступала уже под фамилией мужа Кашаева.
В 2010 году стала бронзовой призёркой весеннего чемпионата России по кроссу в Жуковском.
На зимнем чемпионате России 2011 года в Москве была девятой в беге на 3000 метров и десятой в беге на 5000 метров.